# Johann Georg Greisel
Johann Georg Greisel (auch Johannes Georg Greisel, * im 17. Jahrhundert in Wien; † 18. Mai 1684 in Znaim) war ein österreichischer Arzt.

## Leben
Johann Georg Greisel war kaiserlicher Militärarzt und wurde später außerordentlicher Professor der Anatomie und Assessor des Kollegiums der Ärzte in Wien. Anschließend wirkte er als Physicus in Znaim in Mähren.
Am 20. Oktober 1670 wurde Joh. Georg Greisel als Mitglied (Matrikel-Nr. 38) in die Academia Naturae Curiosorum, die heutige Deutsche Akademie der Naturforscher Leopoldina, aufgenommen.

## Schriften
- Tractatus Medicus De Cura Lactis In Arthritide: In quo indagatâ naturâ lactis & Arthritidis tandem rationibus, & experientiis allatis diaeta lactea, optima Arthritidem curandi methodus proponitur. Kürner, Wien 1670
- Tractatus medicus de cura lactis in arthritide: In quo indagata natura lactis & arthritidis tandem rationibus, & experientiis allatis diaeta lactea optima arthritidem curandi methodus proponitur. Ed. 2. auctior & correctior, Wilisch, Bautzen 1681